# Quirino (província)
Quirino é um província de  classe de renda da terceira província (d) na região Vale de Cagayan, nas Filipinas. De acordo com o censo de 1 de maio  de  2020 possui uma população de 203 828 pessoas e 43 161 domicílios.
A sua capital é Cabarroguis.

## Subdivisões
Municípios
- Aglipay
- Cabarroguis
- Diffun
- Maddela
- Nagtipunan
- Saguday